# 棟別湖
53°27′57″N 14°39′11″E / 53.46583°N 14.65306°E

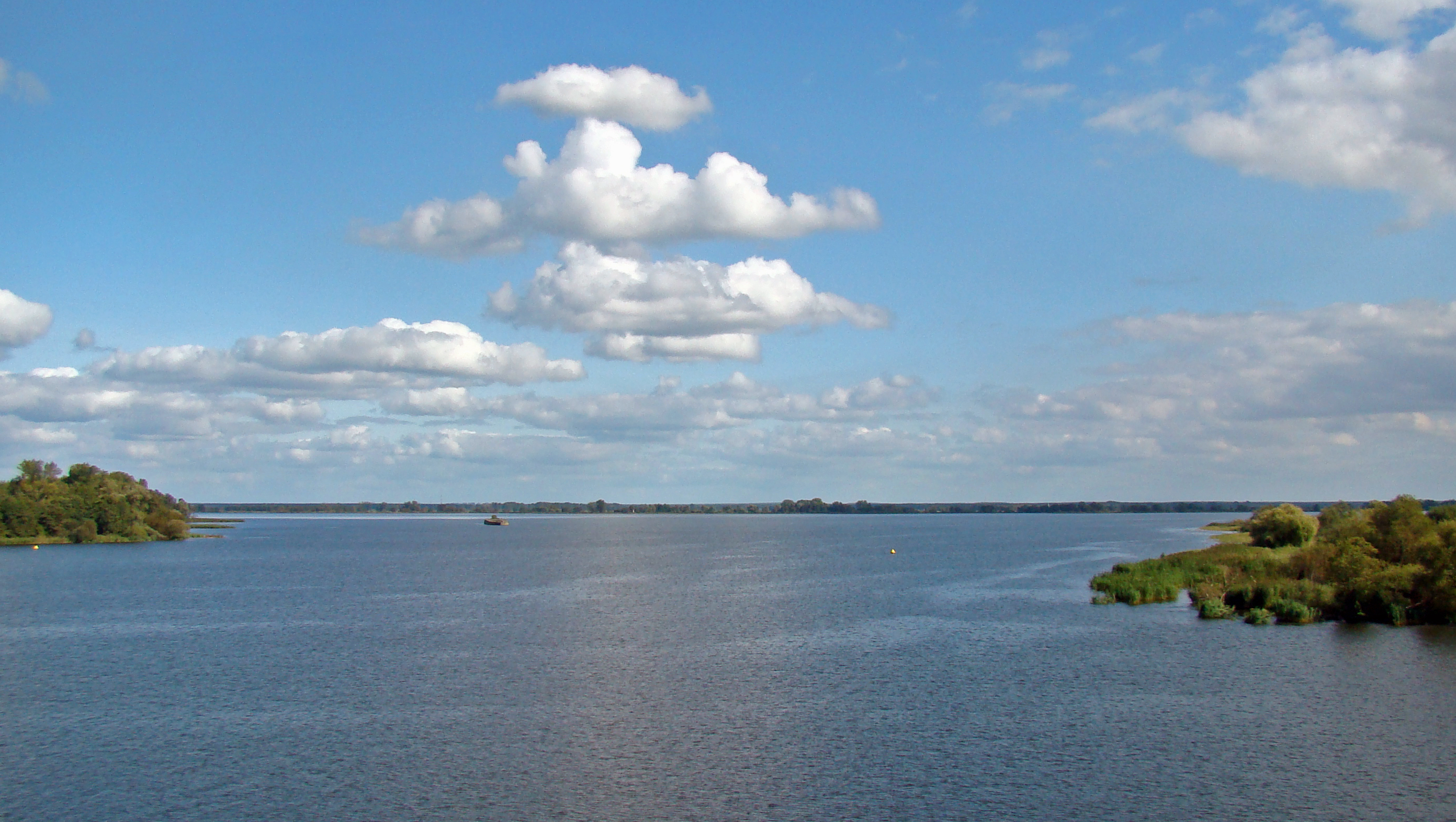
棟別湖

棟別湖（波蘭語：Dąbie）是波蘭的湖泊，位於該國西北部奧得河三角洲，西側與什切青市區相鄰。長15公里、寬7.5公里，面積56平方公里，平均水深2.61米，最大水深10米，蓄水量0.13億立方米。

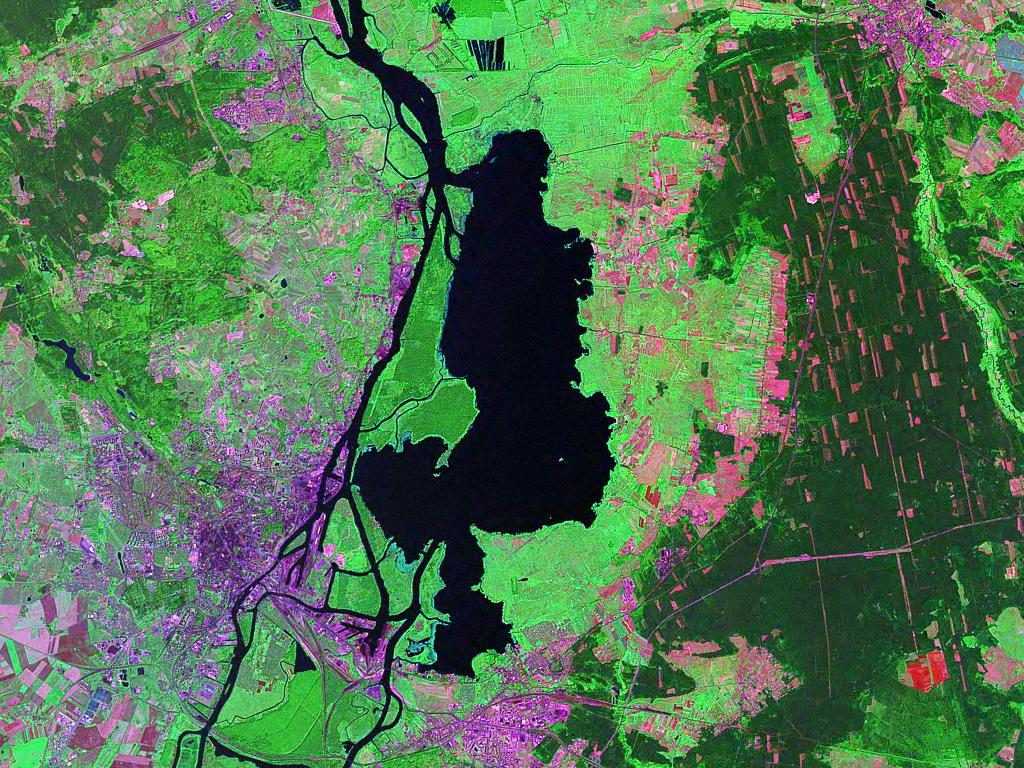
衛星圖
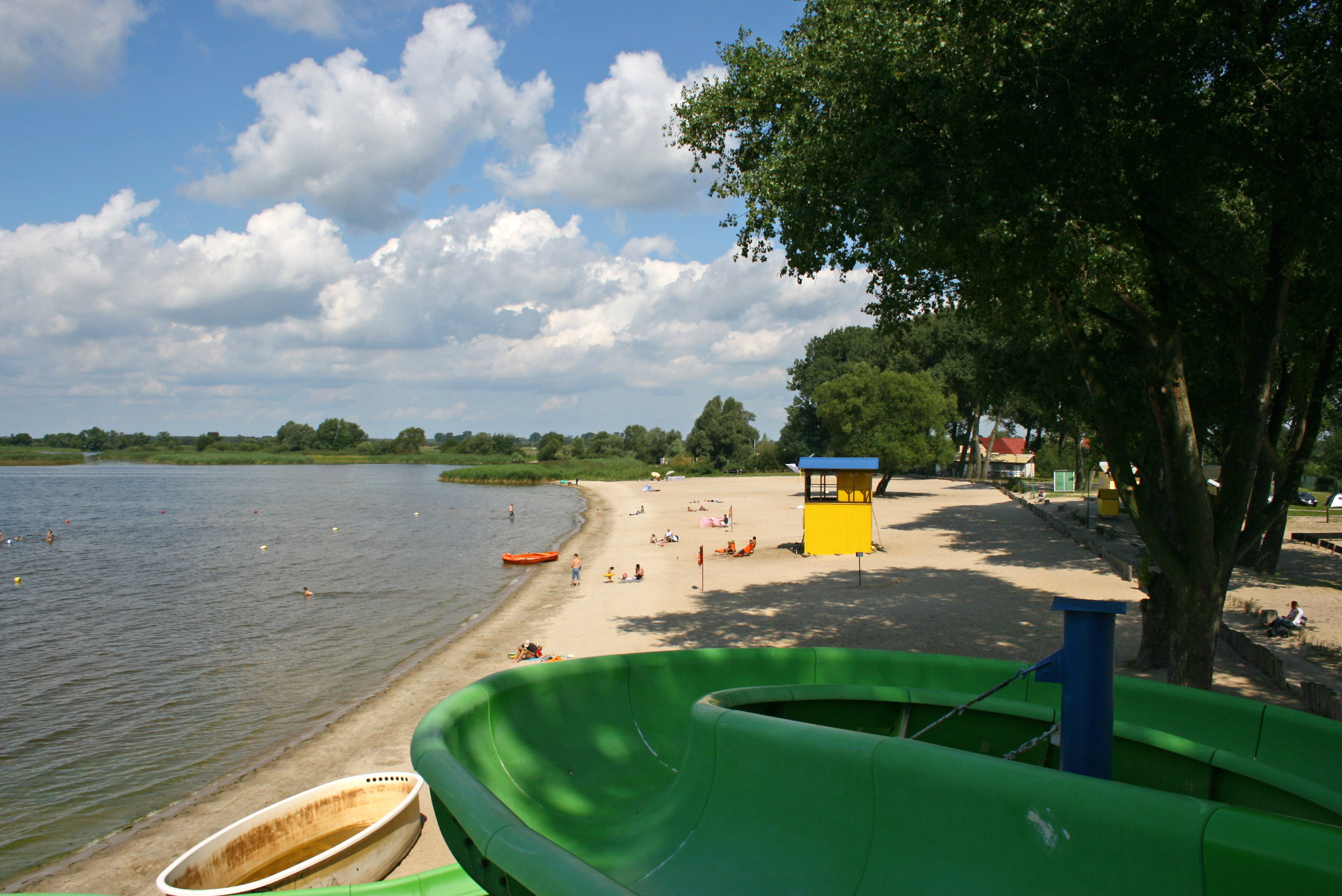
湖邊泳灘及滑梯